# شش تاریخ ملی
ریککوکوشی، شش تاریخ ملی (انگلیسی: Rikkokushi) یک اصطلاح کلی برای شش کتاب تاریخ ملی ژاپن است که افسانه‌ها و تاریخ ژاپن را از ابتدای زمان تا ۸۸۷ شرح می‌دهد.